# Вальтер, Оттмар
О́ттмар Ва́льтер (нем. Ottmar Kurt Herrmann Walter; 6 марта 1924, Кайзерслаутерн — 16 июня 2013, там же) — футболист сборной ФРГ и клуба «Кайзерслаутерн». Бомбардир, действовавший на левом краю и в центре нападения. Чемпион мира 1954 года. Младший брат немецкого футболиста Фрица Вальтера, который на ЧМ-1954 года был капитаном национальной команды и партнёром Оттмара по атаке.

## Биография
Оттмар Вальтер родился 6 марта 1924 года в Кайзерслаутерне. Начал играть в основной команде «Кайзерслаутерна» на левам краю нападения в 1940 году, когда в полузащите в этом клубе уже выступал его старший брат, Фридрих (Фриц) Вальтер.
Во время второй Мировой войны играл в футбол лишь эпизодически — в 1942 и 1943 годах играл за команды из портовых городов «Куксхафен» и «Хольштайн», поскольку служил в ВМФ нацистской Германии.
По окончании войны вернулся в родную команду, где выступал до завершения карьеры. С 1950 по 1955 год провёл в составе сборной ФРГ 20 матчей, в которых отличился 10 голами. Среди них 4 гола, забитые в рамах победного для ФРГ чемпионата мира 1954 года, в том числе два гола в полуфинале, в матче против сборной Австрии (6:1).
Если Фриц Вальтер был признан величайшим футболистом Германии XX века, то фигура Оттмара находилась среди специалистов в некоторой тени — во многом это связано со сравнительно небольшим числом матчей Оттмара за сборную. Однако для клуба и болельщиков «Кайзерслаутерна» Оттмар Вальтер — не менее значимая легенда, чем его старший брат. Ещё до ухода на войну он в 45 матчах чемпионата Германии успел забить 41 гол. А затем его статистика даже улучшилась — в 275 матчах за «Кайзерслаутерн» Оттмар отметился 295 голами, то есть забивал он в среднем больше, чем 1 гол за игру.
Получив серьёзную травму, в 1956 году Оттмар де-факто завершил карьеру футболиста (хотя успел в том году сыграть ещё один матч за вторую сборную ФРГ и даже отметиться забитым голом). Официально объявил о завершении карьеры в 1958 году.
Долгое время занимался газовой станцией, которую взял в аренду в 1954 году. После того, как его бизнес прогорел, едва не покончил жизнь самоубийством в 1969 году. Позже он сказал, что это была лишь паническая реакция на неудачу.
В 2004 году, по случаю 80-летия Оттмара, Северная трибуна стадиона Фрица Вальтера в Кайзерслаутерне была названа «Трибуной Оттмара Вальтера».

## Достижения
- Чемпион мира (1): 1954
- Чемпион Германии (1): 1951, 1953
- Лучший бомбардир в истории Оберлиги «Юго-Запад»: 295 голов